# Bürohaus Bochum
Das Bürohaus Bochum ist ein Büro- und Geschäftshaus in der nordrhein-westfälischen Stadt Bochum. Es wurde 1925 im Stadtviertel Ehrenfeld auf dem Eckgrundstück Hattinger Straße 19 (heute Alte Hattinger Straße 19) / Clemensstraße in der Nähe des damaligen Hauptbahnhofs (vormals Bergisch-Märkischer Bahnhof bzw. Bahnhof Bochum Süd) errichtet.

## Geschichte
Das Bürohaus gilt als eines der ersten Gebäude dieses Bautyps in Bochum und ist stilistisch der Neuen Sachlichkeit bzw. dem Neuen Bauen zuzuordnen. Die Fassaden sind schlicht gehalten und werden lediglich durch farblich abgesetzte Gesimse gegliedert. Im Erdgeschoss befanden sich ursprünglich Ladenlokale mit Schaufenstern.
Das Gebäude war in der Höhe städtebaulich wirksam gestaffelt: An den Enden war es in Anpassung an die älteren Nachbargebäude viereinhalbgeschossig, das Dachgeschoss mit Gauben ging zur Ecke hin in ein Vollgeschoss über, der Ecktrakt selbst war mit einem sechsten Geschoss turmartig überhöht. Eine solche Betonung der Gebäudeecken an einer Straßenkreuzung war zwar bereits in der Architektur des Historismus (und in früheren Epochen) üblich, dennoch zeugt diese Gestaltung auch von dem zeitgenössischen Drang nach dem Bautyp Hochhaus als Inbegriff der Modernität und des wirtschaftlichen Aufschwungs nach der Inflationszeit.
Am Gebäude soll „erstmalig im Ruhrgebiet eine Leuchtschriftanlage mit laufenden Nachrichten und Reklametexten“ installiert gewesen sein.
Nach schweren Bombenschäden im Zweiten Weltkrieg erfolgte ein vereinfachter Wiederaufbau, wobei der sechsgeschossige Ecktrakt mit dem an die Architektur des Expressionismus erinnernden, gesimsartigen Aufsatz seine „Krone“ verlor. Bei weiteren Umbauten nach 1950 wurden die Ladenlokale aufgegeben, und das vierte Obergeschoss erhielt eine einheitliche Höhe sowie rechteckige Fenster. Das Bürohaus, das nicht unter Denkmalschutz steht, trägt seit 1983 den Namen Fritz-Husemann-Haus – zum Gedenken an den Vorsitzenden des Verband der Bergbauindustriearbeiter Deutschlands und SPD-Reichstagsmitglied Fritz Husemann, der dort gearbeitet hat und von den Nationalsozialisten 1935 ermordet wurde. Eine Gedenktafel erinnert an ihn.

## Nutzung
Bekannte Mieter der Anfangszeit waren die „Flora Drogerie“ oder später eine Opel-Vertretung sowie der Verband der Bergbauindustriearbeiter Deutschlands. 1946 wurde das Gebäude vom neu gegründeten Industrieverband Bergbau genutzt, der 1948 in IG Bergbau umbenannt wurde. Seit 1960 trug diese Gewerkschaft den Namen IG Bergbau und Energie. Sie ging 1997 in der IG Bergbau, Chemie, Energie (IG BCE) auf, deren Landesbezirk Westfalen heute noch im Bürohaus untergebracht ist, ebenso wie die Geschäftsstelle der SPD und Büros der Gewerkschaft Erziehung und Wissenschaft (GEW). Auch der gewerkschaftseigene Berg-Verlag residiert hier, der in den Nachkriegsjahren noch auf der anderen Seite der Königsallee untergebracht war.